# Maria Königin des Rosenkranzes (Marienberg)

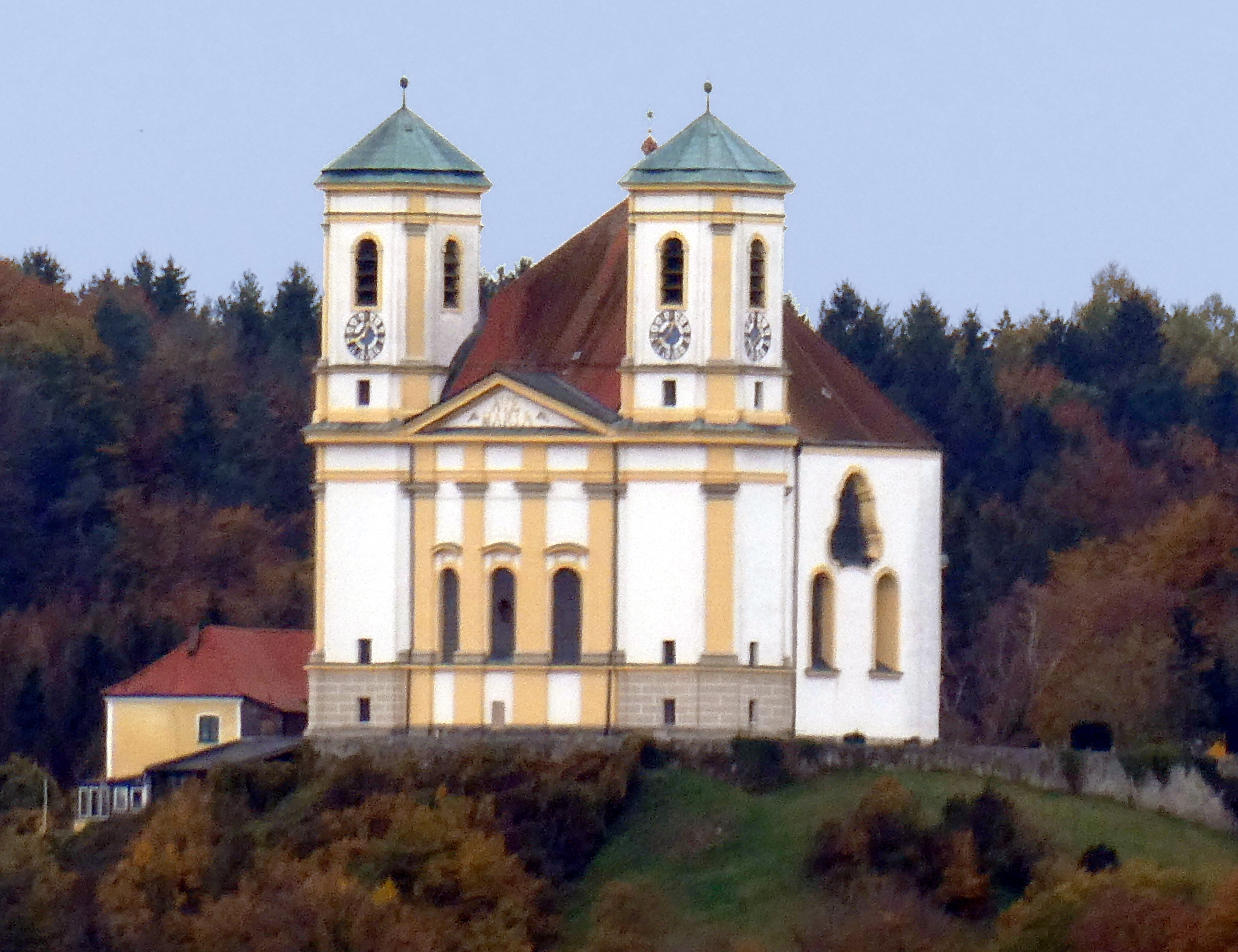
Wallfahrtskirche Marienberg in Bayern

Maria Königin des Rosenkranzes ist eine Wallfahrtskirche in Marienberg bei Burghausen. Sie wurde in den Jahren 1760 bis 1764 von dem Trostberger Marktmaurermeister Franz Alois Mayr erbaut. Die Rokokokirche wird häufig als Perle des Salzachtals bezeichnet.

## Geschichte der Kirche

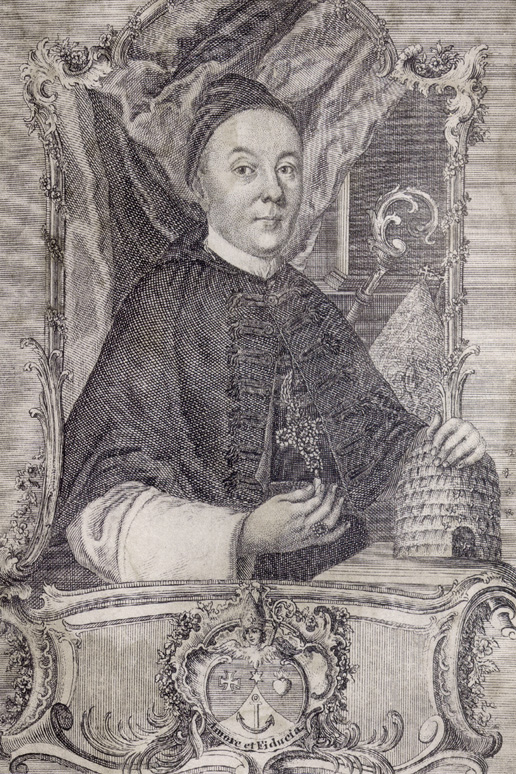
Bauherr Abt Emanuel II. Mayr von Raitenhaslach (1717 – 1780)

Im Zuge der Verlegung eines Zisterzienserklosters von Schützing nach Raitenhaslach in den Jahren 1145/1146 wurde erstmals eine Kapelle als Eigenkirche eines Gutsherrn in Marienberg urkundlich erwähnt. Da die Zisterzienser in Raitenhaslach Seelsorge und Pfarrrechte ablehnten, wurde die Pfarrei nach Marienberg verlegt. Am 27. März 1203 übertrug der Salzburger Erzbischof Eberhard II. in einem Schenkungsbrief die Pfarrei Marienberg dem Kloster. 
Am 7. August 1244 wurde eine um- oder neugebaute Marienberger Kirche geweiht, die 1398 erweitert wurde. Allmählich entwickelte sich eine Wallfahrt, die durch Gründung einer Rosenkranzbruderschaft durch Landshuter Dominikanermönche 1627 entscheidend gefördert wurde. Abt Emanuel II. legte am 27. September 1760 den Grundstein zu einer ganz neuen Kirche. Die alte wurde abgerissen, und durch den Trostberger Gerichtsbaumeister Franz Alois Mayr neu erbaut. Am 1. Mai 1765 wurde sie vom Salzburger Fürsterzbischof Sigismund von Schrattenbach konsekriert.
Nach der Säkularisation in Bayern wurde die bisherige Klosterkirche zur Pfarrkirche und die Kirche auf dem Marienberg nebst Einrichtung 1806 zum Abbruch oder zur Versteigerung freigegeben. Das Gnadenbild kam nach Raitenhaslach. Die Einheimischen konnten jedoch durch ständige Eingaben die Entscheidung hinauszögern, bis schließlich 1812 Kronprinz Ludwig die Kirche besichtigte und den Erhalt sicherte. Am 15. Januar 1815 wurde sie zum Gottesdienst wieder freigegeben, jedoch nicht mehr als Pfarr-, sondern als Filialkirche.
In den 1960er Jahren wurde die Kirche in großen Teilen restauriert. 2001 bis 2011 erfolgten weitere Restaurierungsmaßnahmen in Höhe von 4,2 Mio. Euro.

## Baubeschreibung
Der barocke Zentralbau der Rundkirche hat eine große Fernwirkung. Er ist 24,65 Meter lang und 23,20 Meter breit, sowie 21,28 Meter hoch. Der Grundriss ist ein einbeschriebenes griechisches Kreuz. Nach Osten ist die Schaufassade mit Rundbogenfenstern zwischen den Pilastern und Dreiecksgiebel zwischen zwei Türmen leicht vorgewölbt. Die Eingangsfront nach Westen ist gleichartig gegliedert. Die seitlichen Fenster sind verblendet und bemalt. Die beiden Türme mit je vier Schallöffnungen und zwei Uhrblättern sind konkav gewölbt und durch Pilaster gegliedert. Darüber findet sich je ein flaches Zeltdach aus Kupfer. Unter der Orgelempore befindet sich ein Raum, von dem aus zwei Rundtreppen zur Orgelempore führen. Der westliche Aufgang zur Kirche in fünf Absätzen zu je zehn Stufen ist dem Rosenkranzgebet nachempfunden. Die Treppenwangen sind mit umgedrehten romanischen Pilastern mit Kugeln versehen. Die Kirche umgibt ein Friedhof.

## Ausstattung

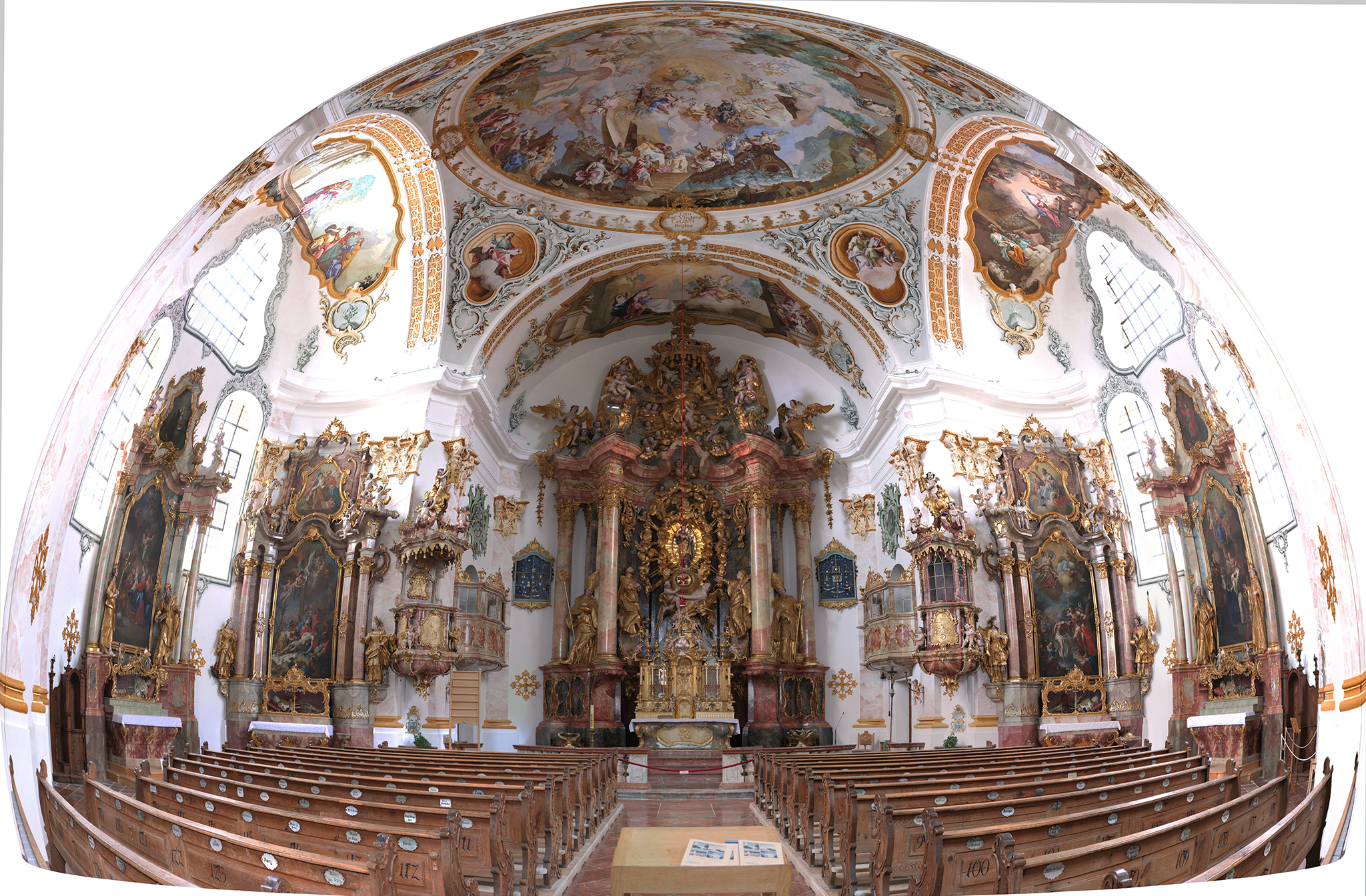
Der Innenraum mit den Altären

### Fresken
Die Deckenmalereien sind von Johann Martin Heigl, einem Schüler von Johann Baptist Zimmermann. Alle Fresken sind dem Rosenkranzthema gewidmet. Das Kuppelgemälde zeigt vier verbundene Hauptschauplätze: Die Kirche als Schiff, einen Leuchtturm, einen Garten und die Himmelspforte. Die Seitenfresken haben die Geheimnisse des freudenreichen Rosenkranzes zum Thema.

### Altäre
Die Bildhauer der Altäre waren Johann Georg Lindt (Hochaltar, ein Großteil der figürlichen Ausstattung und die beiden hinteren Seitenaltäre) und Johann Georg Kapfer (vordere beide Seitenaltäre), die Altargemälde stammen von Wilhelm Epple (welcher vermutlich ein Ordensmitglied war) und Peter Anton Lorenzoni. Der Hochaltar mit dem Gnadenbild, einer frühbarocken Darstellung von Maria mit dem Jesuskind, wurde sehr prachtvoll gestaltet. Die Marienfigur steht auf einer Weltkugel in einem Strahlen- und Wolkenkranz. Die vier Seitenaltäre, nämlich Kreuzaltar, Anna-Altar, Johannesaltar und Bernhardaltar sind dem Hochaltar stilistisch angepasst.

### Kanzeln
Die beiden Kanzeln stammen von Johann Nepomuk Hofer. Die verglaste Kanzel diente als Oratorium für den Abt. Am linken Kanzelkorb sind die Evangelistensymbole geflügelter Mensch, Löwe, Stier und Adler dargestellt, unter dem Schalldeckel die Heilig-Geist-Taube.

## Orgel

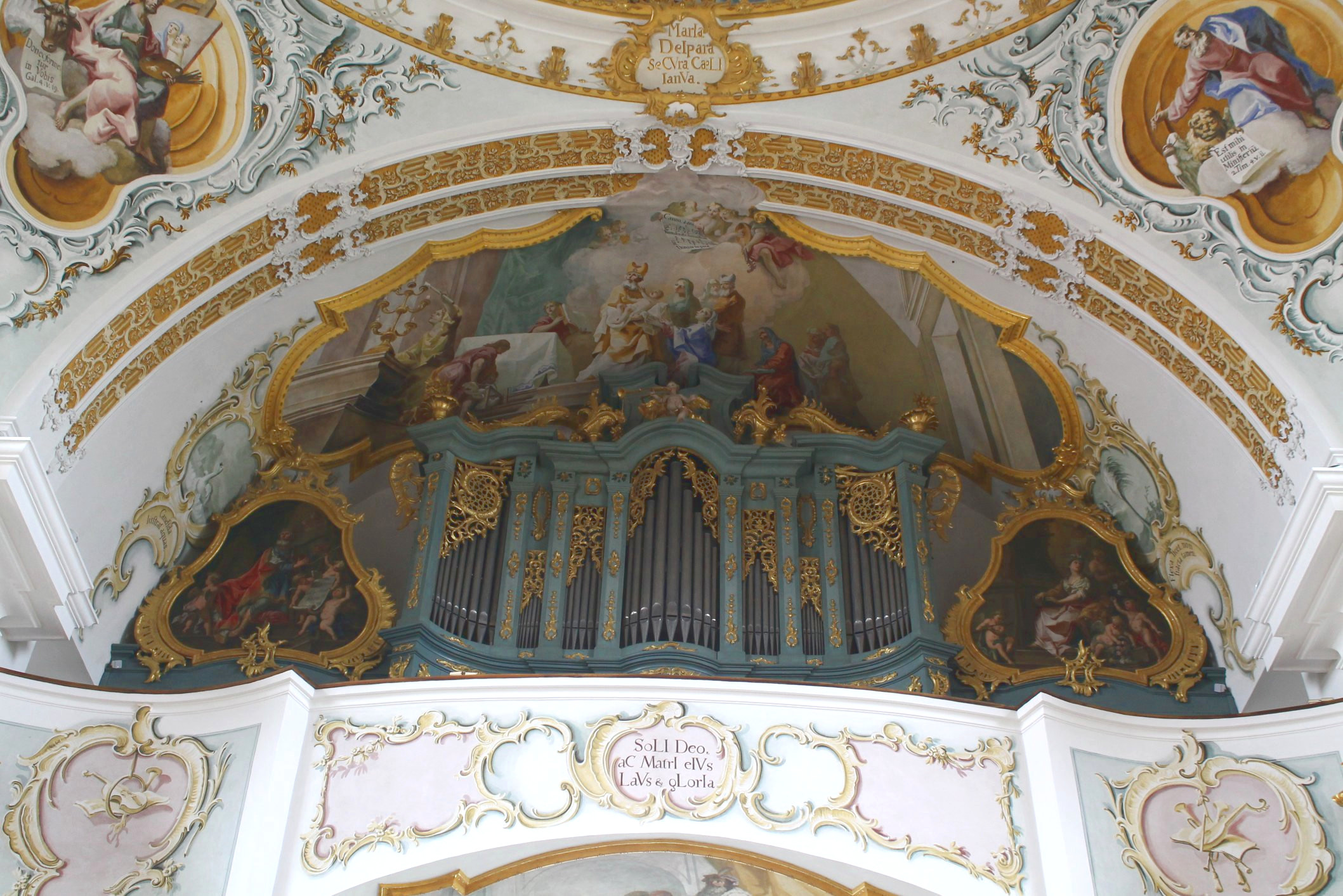
Empore mit Orgelprospekt

Die Orgel wurde 1769 von Anton Bayr gebaut. Sie wurde mehrfach restauriert, unter anderem 1984 durch Orgelbau Sandtner, sowie im Jahr 2010. Sie hat ein Manual, Pedal und elf Register.
Die Disposition lautet:
| Manual CDEFGA–c3 |       |
| Principal        | 8′    |
| Coppel           | 8′    |
| Gamba            | 8′    |
| Octav            | 4′    |
| Flauten          | 4′    |
| Quinte           | 3′    |
| Superoctav       | 2′    |
| Sesquialter II   |       |
| Mixtur IV        | 1 ⁄3′ |

| Pedal CDEFGA–c1 |     |
| Subbass         | 16′ |
| Octavbass       | 8′  |

- Anmerkungen: Pedal fest angekoppelt, Schleiflade, mechanische Spiel- und Registertraktur

## Glocken
Zwei der Glocken stammen aus dem ursprünglichen Geläut und wurden 1776 und 1783 angefertigt. Sie sind 1200 und 400 Pfund schwer. Zwei weitere wurden im Zweiten Weltkrieg eingeschmolzen und 1954 durch neue Glocken ersetzt. Diese haben ein Gewicht von 2260 und 424 Pfund.

## Baumodell

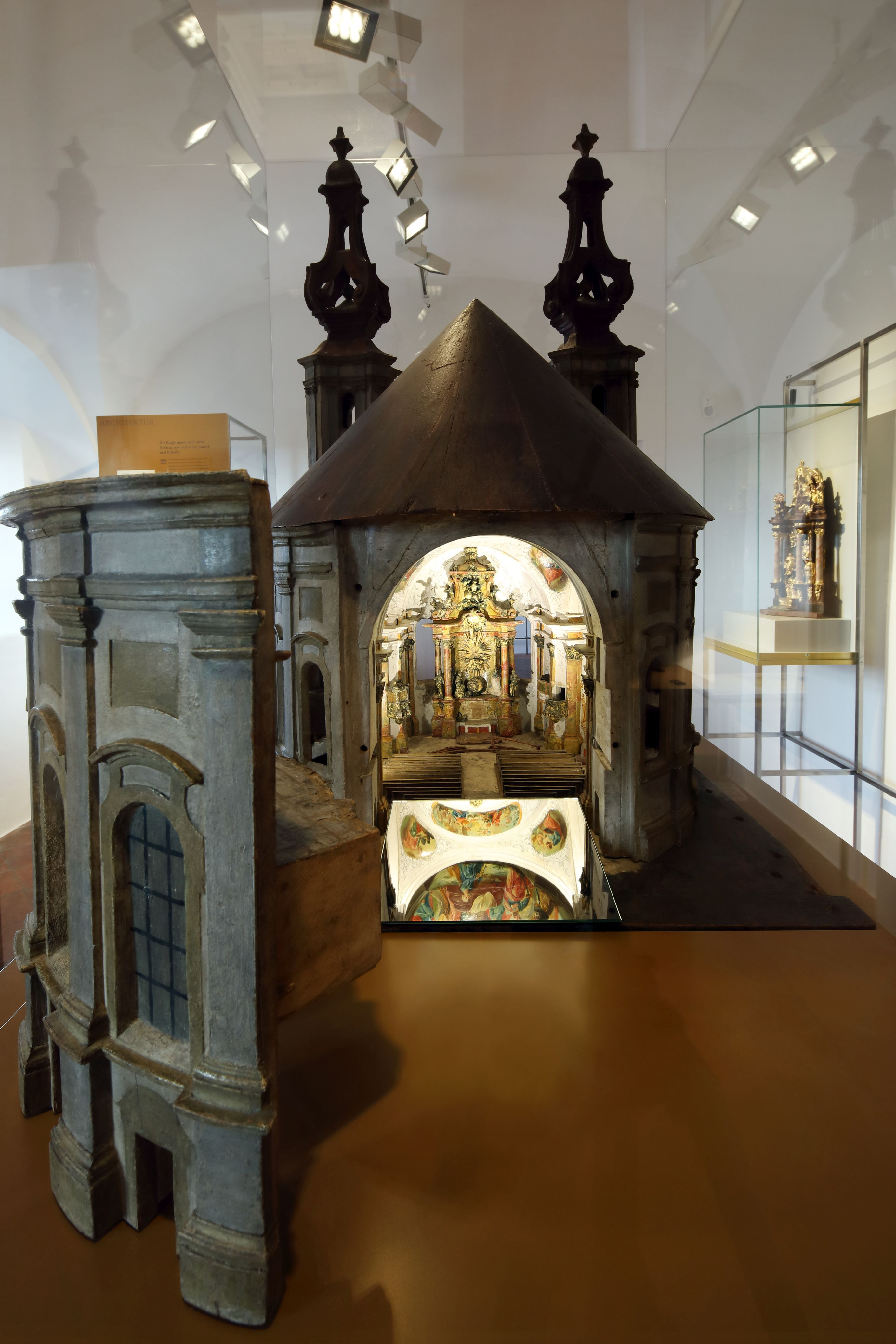
Baumodell der Wallfahrtskirche Marienberg mit Innenausstattung, 1760

Im Stadtmuseum Burghausen ist ein etwa 81 cm hohes, originales  Baumodell der Kirche um 1759/1760 erhalten. Es ist die Außengliederung mit den geplanten hohen Turmbekrönungen und, nach Abnahme der Westfassade, die gesamte Innenausstattung zu erkennen. Der Hochaltar, die Oratorien und die Kanzeln sind dreidimensional dargestellt und die übrige Ausstattung aufgemalt. Die Deckenfresken sind über einen Spiegel zu sehen.

## Trivia
Es wird vermutet, dass der Treppenaufgang zur Kirche Kronprinz Ludwig als Vorbild für den zur Walhalla diente.